# Ailuroedus
Genre
Le genre Ailuroedus regroupe plusieurs  espèces d'oiseaux appartenant à la famille des Ptilonorhynchidae de l'ordre des Passeriformes.

## Classification
Selon la classification de référence (version 10.1, 2020) du Congrès ornithologique international (ordre phylogénique) :
- Ailuroedus stonii – Jardinier de Sharpe
- Ailuroedus buccoides – Jardinier à joues blanches
- Ailuroedus geislerorum – Jardinier de Meyer
- Ailuroedus crassirostris – Jardinier vert
- Ailuroedus maculosus – Jardinier de Ramsay
- Ailuroedus astigmaticus – Jardinier de Mayr
- Ailuroedus melanocephalus – Jardinier à calotte noire
- Ailuroedus jobiensis – Jardinier du Nord
- Ailuroedus arfakianus – Jardinier de l'Arfak
- Ailuroedus melanotis – Jardinier oreillard